# Operationell definition
Operationell definition, även kallat operationalisering, är en mer konkret definition på ett abstrakt begrepp, vilken kan användas som grund för åtgärder eller för automatisering av en process.
Den operationella definitionen kan användas till exempel vid specifikation av hur material ska samlas in för en undersökning och sedan tolkas. Det är nödvändigt i empiriska undersökningar. Den operationella definitionen skall ligga nära den teoretiska definitionen, men innehåller i allmänhet förenklingar. Operationaliseringen kan vara behäftat med olika slags fel, validitet och/eller reliabilitet, vilka påverkar överensstämmelsen med den teoretiska definitionen.
Exempel: Vi vill undersöka graden av demokrati i en grupp länder. Vi ställer först upp en teoretisk definition av begreppet demokrati: folkligt deltagande i beslutsprocesser. Vi ställer sedan upp den operationella definitionen (vi operationaliserar den teoretiska definitionen). Exempelvis kan den operationella definitionen i vårt fall handla om valdeltagande och fri diskussion, där den fria diskussionen mäts genom att läsa ledarsidorna i de två största tidningarna och undersöka hur kritiska dessa är mot makten, för att sedan väga dessa för att skapa ett index. Högt indexvärde motsvarar hög grad av demokrati. Mätandet av röstdeltagandet har hög reliabilitet, men mindre bra validitet. Förhållandet är det motsatta hos "fri press"-mätningen.